# Ralph Vogel
Ralph Vogel (* 13. August 1966 in Riesa) oder Ralf Vogel ist ein ehemaliger deutscher Fußballspieler.

## Karriere
Im Nachwuchsbereich spielte Ralph Vogel für die BSG Robotron Riesa und die BSG Stahl Riesa, bevor er 1979 in die Hauptstadt des Bezirkes Dresden zur SG Dynamo Dresden wechselte. Zu Beginn der Saison 1985/86 rückte der vor seinem 19. Geburtstag stehende Angreifer, der für die DDR-Juniorennationalmannschaft in acht Spielen einen Treffer erzielte, gemeinsam mit Uwe Kuhl, Jens Leonhardt, Sven Förster und Matthias Schulz aus dem SGD-Nachwuchs des amtierenden Vizemeisters und Pokalsiegers in den von Klaus Sammer trainierten Oberligakader der Schwarz-Gelben auf. Noch als Teenager debütierte der Angreifer in der 1. Mannschaft der Dresdner Dynamos in der höchsten Spielklasse. Im Heimspiel gegen den FC Vorwärts Frankfurt/Oder, in dem sein früherer U-18-Auswahlkollege Matthias Sammer beim 1:1-Remis seinen 2. Oberligatreffer für Dynamo schoss, wurde Vogel am 9. November 1985 elf Minuten vor Ende der Partie für Dirk Losert eingewechselt.
Vor der Spielzeit 1988/89 wurde der 1,74 m große Stürmer in die 2. Mannschaft der Dresdner, die in der zweithöchsten Spielklasse, der DDR-Liga, antrat, zurückgestuft. Zum Jahreswechsel 1988/89 wechselte Ralph Vogel vom Bezirk Dresden in den Bezirk Karl-Marx-Stadt, in dem er ab Ende Februar 1989 in der Oberliga für die BSG Wismut Aue stürmte. Nach anderthalb Jahren im Lößnitztal, die nach 38 Spieljahren Erstligazugehörigkeit mit dem Abstieg der Auer endeten, schloss sich der inzwischen 23-jährige Vogel im Sommer 1990 vor dem Start der letzten Oberligaspielzeit dem am 1. Juli 1990 gegründeten FC Energie Cottbus, Nachfolger der gleichnamigen Betriebssportgemeinschaft, an. Das Ende der finalen Saison eines eigenständigen ostdeutschen Ligensystems erlebte der Stürmer beim FSV Zwickau, der sich zwar im Zweikampf mit Vogels Ex-Verein FC Wismut Aue den Staffelsieg in der nun als NOFV-Liga firmierenden 2. Spielklasse sicherte, aber in der Aufstiegsrunde zur 2. Bundesliga im ab Sommer 1991 auch fußballerisch wiedervereinigten Deutschland scheiterte.
Ab Sommer 1991 ging Vogel in seiner Geburtsstadt Riesa für den FC Stahl Riesa, der sich im November in Riesaer SV umbenannte, in der Premierensaison der drittklassigen NOFV-Amateuroberliga auf Torejagd. In der Saison 1994/95 war der frühere Juniorenauswahlspieler der DDR für den Bischofswerdaer FV 08 in der neu eingeführten Regionalliga am Ball, nachdem er bis Dezember 1993 beim FC Sachsen Leipzig in der Amateuroberliga aktiv gewesen war. Für die Grün-Weißen aus Leipzig-Leutzsch verzeichnete Vogel seinen einzigen Einsatz im DFB-Pokal. In der 2. Runde der Ausgabe 1993/94 verloren die Sachsen erst im Elfmeterschießen gegen den klassenhöheren FC St. Pauli (2:2 nach 120 Minuten). Seine sportliche Laufbahn ließ er ab 1995 in seiner sächsischen Heimat beim inzwischen als Riesaer SV Blau-Weiß firmierenden ehemaligen DDR-Oberligisten ausklingen.